# Campeonato Alemán de Fútbol 1925
El Campeonato Alemán de Fútbol 1925 fue la 18.ª edición de dicho torneo.

## Fase final

### Octavos de final
- Alemannia 90 Berlin 1-2 Duisburger SpV
- FC Núremberg 2-0 FV Jena
- Hamburgo SV 1-2 FSV Frankfurt
- Titania Stettin 2-4 Altonaer FC 93
- TuRU Düsseldorf 4-1 VfR Mannheim
- VfB Königsberg 2-3 Hertha BSC
- VfB Leipzig 1-2 SC Breslau 08
- Viktoria Forst 1-2 Schwarz-Weiß Essen

### Cuartos de final
- Altonaer FC 93 0-2 Duisburger SpV
- SC Breslau 08 1-4 FC Núremberg
- Schwarz-Weiß Essen 1-3 FSV Frankfurt
- Hertha BSC 4-1 TuRU Düsseldorf

### Semifinales
- Duisburger SpV 0-3 FC Núremberg
- FSV Frankfurt 1-0 Hertha BSC

### Final
| FSV Frankfurt | 0 – 1 t.s. | FC Núremberg |

|                                |
| Campeón FC Núremberg 4° título |